# 王健林
王健林（1954年10月24日—），原名王建林，四川苍溪人，中华人民共和国企业家，中國共產黨黨員，中國大陸前首富，大连万达集团董事长，遼寧大學校友，中国共产党第十七次全国代表大会代表、第十一届全国政协常务委员及第十届全国工商联副主席。此外，王健林还担任中国民间商会副会长、中国企业联合会副会长、中国企业家协会副会长、中国商业联合会副会长和中国慈善联合会副会长。

## 人物生平

### 早年
王健林，1954年10月24日出生于四川省绵阳专区第二人民医院，父亲王义全曾是参加过长征的中国工农红军红四方面军成员，曾任大金縣森林工业局副局长，四川省林业学校（现四川农业大学都江堰校区）革委会副主任、副校长兼党总支副书记。4岁时，因父亲参与组建大金森林工业局，随家人迁往大金縣（后改名金川县）。王健林入读金川县东方红小学，后进入金川中学。1969年在森工局内部招收职工子女时，他辍学成为营林处的职工，工作1年多后1970年底在祖籍地苍溪以“上山下乡青年”名义参军，并改名王健林。
入伍到集安县的吉林省军区边防某团，编入团直特务连侦察班当兵。入伍8年后的1978年，晋升为排长，并进入大连陆军学院学习。校内就读期间，他多次对部队的教材提出质疑，部分质疑内容更被修正至教材内容之内。1979年8月王健林毕业，留在学院的大队当参谋，后被调到学院的宣传处任职干事，负责动员学院的军士报考党政专修班。1983年王健林就读辽宁大学党政专修班，1986年毕业获得经济管理专业的学位。

### 事业
1986年，王建林毕业后调任陆军学院管理处任副处长，属副团职干部。1986年在百万大裁军的大背景下， 王健林转业任大连市西岗区人民政府办公室主任（或副主任）。1988年时任西岗区政府办公室副主任的王健林开始尝试进入政府下属企业，他选择了负债累累的西岗区房屋开发公司，当时政府称谁把欠下的贷款还了，这个公司就给谁。由于当时政府限制指标，于是他跟时任大连某国有公司总经理的老战友商议，取得指标，又找到某银行支行行长的老战友获得贷款，在棚户区改造项目赚了第一笔钱。1992年8月成立大连万达房地产集团公司。
2002年，万达开始涉足商业地产，经营与沃尔玛和红星美凯龙的合作项目，建成长春万达广场。商铺出售后由于经验不足没有做好招商引资工作，引发店铺业主的反对。王健林在董事会上道歉，并由此组建部门专门负责帮助商铺业主招商引资。
2005年，万达进行二次机构改革，将商业、住宅两大公司合为一家公司——万达商业地产股份有限公司，确立商业地产为万达核心支柱产业。
2012年，万达26亿美元并购全球第二大影院公司——美国AMC，这是中国民营企业在美国最大一起企业并购，也是中国文化产业最大的海外并购。同年底，万达成立万达文化产业集团。万达文化集团是中国最大的文化企业，注册资金50亿元，资产310亿元，2016年收入641亿元，已进入电影院线、影视制作、舞台演艺、电影科技娱乐、主题公园、连锁娱乐、报刊传媒、字画收藏、文化旅游区等10个行业。
2016年4月21日，美国《时代》杂志公布了“2016年时代100大最有影响力人物榜”，万达集团董事长王健林入选该榜“巨人”类别。同年11月获《福布斯》终身成就奖，为华人企业家首位。 
2017年7月19日万达集团，融创中国及富力地产在北京召开合作发布会，公告出售资产细节。其中，富力地产以199.06亿人民币收购万达集团旗下76家酒店项目全部股权及烟台万达文华酒店70%权益，77家酒店资产净值预期为不少于331.76亿元，包括两间未开业酒店的估计成本，拥有总建筑面积约为328.6万平方米及合共23202间客房，融创中国以438.44亿人民币收购13个总建筑面积约5897万平方米的万达文化旅游项目的91%股权转，并承担现有全部贷款约454亿人民币。
2017年8月，有中文媒體報道指王健林的房地產帝國早就成為「負資產」，「這幾年加快將資本轉移海外，並將龐大債務留給中國國內銀行，等於是『坑國家或者納稅人』」。同月28日，媒體報道王健林遭限制出境，全家搭私人飛機赴英國被扣留，在機場與官員談話數小時後被釋放。此報道被萬達集團否認，但已造成萬達酒店發展股價重挫，一度跌逾10％，萬達集團揚言提告誹謗。
2018年7月，萬達集團宣布繼續捐資5億元開啟丹寨旅遊小鎮的二期規劃建設。
2020年，由於冠狀病毒大流行，其房地產和影視事業都急劇下降，他亦跌出了富豪榜。福布斯以其140億美元的淨資產，將他排在2020年中國最富有的億萬富翁榜的前十名之外。自2020年1月13日在萬達年會後，王健林數月不曾公開露面。2020年4月份，AMC院線因付不起租金被傳破產，王健林債務缺口高達4,000億元人民幣的報道甚囂塵上。萬達同時公布萬達電影2019年虧損47億元人民幣，萬達酒店2019年虧損1.5億港元。
2021年5月中旬，王健林家族向外放風聲稱已出清持有的AMC股權。然而，AMC股價隨即一路暴漲。外界普遍認為此舉又是王健林對外釋放的一個「煙幕彈」，目的是為其大規模轉移「問題財富」掩人耳目。

### 财富
2013年福布斯中国富豪榜，王建林以净资产860亿人民币首次成为中国大陆首富。
2013年福布斯中国富豪榜，王建林以242亿美元的财富成为中国大陆首富，全球排名第29名。
2015瀚亞資本·胡潤全球華人富豪榜，王健林以2600億人民币的财富取代李嘉誠成全球華人首富。
2016胡润全球富豪榜，王健林家族以1700亿成为中国首富。
2013年福布斯全球富豪榜，王健林以313億美元資產，於全球排行榜中排名第十八位，並於華人2017年年度華人富豪榜獲得第一名。
2019年福布斯全球富豪榜，王健林以226億美元資產，於全球排行榜中排名第三十六位。
2022福布斯中國内地富豪榜，王健林以74億美元的財富位列中國內地第39名。

## 社会活动
王健林在西岗区人民政府办公室做副主任时，妻子林宁是西岗区体委的工作人员。1990年代，王健林找大连市体委商谈，在体育场附近盖楼房的项目，并表示愿意赞助大连足球队400万元。其后房地产项目虽然中止，他依然捐赠400万。后来得以接手足球队，成立大连万达足球俱乐部。他通过资金及房屋等的赞助支持球队，每次比赛亲自到场观看。甚至球员与教练发生冲突，他都亲自与市政府协调，让市政府派员去与足协交流。1999年12月24日，王健林将足球俱乐部与足球基地等资产，以对方支付5,000万元现金及承担万达在中国建设银行的7,000万元贷款的代价卖给大连实德集团。
2011年7月3日，王健林在北京理工大學舉行的「中國足球希望之星隊赴歐洲留學啟動暨中國足球協會與大連萬達集團戰略合作簽約儀式」宣布：萬達集團三年至少出資5億元人民幣，全面支援中國足球振興。2014年，万达投资15亿对丹寨进行定向扶贫。打造丹寨旅游小镇、职业技术学院并成立专项基金。项目于2017年7月开业。 2017年8月，万达向九寨沟地震捐款一千万元。

## 家庭成员
妻子林宁，林氏投资集团董事长，涉及建筑装修装潢业、餐饮娱乐业、对外经济贸易业等，2018年8月退出了万达董事会。

## 人物轶事
王健林于2015年10月在“哈佛公开课”上发表演讲时，讲到2009年8月万达集团旗下万达商业地产股份有限公司委托私募时，齐桥桥和邓家贵（习近平的姐姐及姐夫）控股的北京秦川大地投资有限公司以公平条件入股，而2014年12月万达商业在香港上市前又将万达商业全部股票转让，并对此评价说：“投资熬了六年，眼看可以赚大钱而不赚。其实这件事证明的不是腐败，恰恰证明习近平主席治国严，治家更严。” 王健林显然是希望借此番话抬升习近平的形象，但却从侧面证实了纽约时报此前的报道。纽约时报的那篇报道说，齐桥桥也是中共“太子党”中一员，她曾在政府和军队中担任多个职位，后来才下海经商。2009年时，齐已经是一位非常有实力的投资者，当时习近平是中国国家副主席，被外界一致认为将成为中国下一位最高领导人。 王健林的此番讲话也证实，齐桥桥和邓家贵的确曾在习近平在中共党内掀起一轮声势浩大的反腐运动期间将手中的万达商业股份抛售。纽约时报的报道说，不清楚抛售的动机，但当习近平把反腐矛头对准成千上万官员时，“抛售动作降低了他在政治上受到冲击的可能性。”美国之音曾采访过撰写这篇报道的纽约时报记者傅才德(Michael Forsythe)。傅才德对美国之音说，2013年10月份，齐桥桥就把她在秦川大地的股份转让给了一个名叫徐再生的人。但徐再生实际上是齐桥桥的一个职员，到2013年已经跟齐桥桥夫妇工作了13年。
2016年8月底，王健林接受由陈鲁豫主持的《鲁豫大咖一日行》节目的采访时，在讲述很多学生一上来就说“我要当首富”后，耐心教导说：“先定一个小目标，比方说，我先挣它一个亿”。在此之后，“小目标”迅速成为了网络热词。在2016年汉语盘点中，该词被当选为年度国内词。
2016年11月，王健林在万达商学院上课讲起当年太原街万达广场经营问题。王健林在课上表示“万达曾经即使赔了10亿多，依然坚持诚信经营，这比海尔家砸几个冰箱，不知伟大到哪里去了”。此话传出后，随即成为网络热门话题，但海尔官方微博发表微博表示“不服”。而大批民营企业官方微博也转发了海尔官方微博的微博表态。
2017年1月，王健林在出席清华大学经济管理学院企业家讲堂发表演讲时，表示“什么清华北大，都不如胆子大”。这一金句传出后在网络上爆红。